# Deroceras agreste
La babosa Deroceras agreste es una especie de molusco gasterópodo de la familia Agriolimacidae en el orden de los Stylommatophora..

## Morfología
Mide entre 3 y 4 cm de largo aunque puede llegar a medir 5 cm. Su moco es claro pero se vuelve blanco cuando se ve amenazado.

## Distribución
Como especie nativa, se la observa en Albania y se ha distribuido por muchas parte de Europa, como Alemania, Portugal, Holanda, Rumania y otros..
Como especie no nativa, se ha dispersado por Brasil, Uruguay, Chile, Paraguay, Argentina y Bolivia.